# 北條泰時
北條 泰時（1183年—1242年7月14日、壽永二年-仁治三年六月十五日）是鎌倉時代早期武士。他是鎌倉幕府第2代執權北條義時長男，其後成為鎌倉幕府第3代執權。在位期間訂定御成敗式目法制，成為日後武家法律的重要典範。

## 早年經歷
1183年（壽永2年）出生，幼名金剛。母親是側室阿波局。1194年（建久2年）2月13日元服。源賴朝為其烏帽子親，改名賴時。至於何時改名為泰時，沒有一個確切的時間。賴朝在泰時元服的同時與三浦義澄的孫女結立婚約。8年後、1202年（建仁2年）8月23日與三浦義村的女兒矢部禪尼結婚，成為泰時的正室。翌年誕下長男時氏。其後與矢部禪尼離緣，迎娶安保實員的女兒為繼室。
1211年（建曆元年）補任修理亮。與此同時其異母弟、身為嫡長子的朝時與源實朝不和而失勢，泰時以庶長子的身份成為嫡男。1213年（建曆3年），與父親率軍參與和田合戰，消滅了和田義盛的勢力立下戰功，就任陸奧國遠田郡地頭職。
1218年（建保6年），就任侍所別當一職。1219年（承久元年）任官從五位上駿河守官職。1221年（承久3年）北條泰時以總大將身份上洛，鎮壓支持後鳥羽上皇的軍隊，史稱承久之亂。戰後在京都重新設置六波羅探題北方一職，其叔父北條時房則就任六波羅探題南方一職。自此之後泰時留京監視朝廷，並控制近畿以西的御家人的行動。
1224年（貞應3年）4月，父親義時突然死亡，泰時趕返鎌倉。繼母伊賀之方欲支持兒子政村成為執權，不久發生伊賀氏之變。姑母北條政子其後流放伊賀氏，泰時繼承家督，成為第三代幕府執權。處理完伊賀氏之變後，泰時獲得了北條氏嫡系的家令，並重用尾藤景綱。而其他北條氏族人亦順從泰時，成為了家中的得宗，也是內管領的前身。

## 御成敗式目
經歷承久之亂後，新任命的地頭行動及收入在各地引起爭議。此外亦必需執行集團指導體制指導理念。當時解決紛爭就以賴朝時代的「先例」為準。即使有先例，情況可能與以往大有不同。泰時依賴當時京都法律家的筆令的貴族法的要點，每天勤勞預習。泰時以自己武士中心為基準，決心成立以武士生活為基本的法規取代先例，評定眾亦支持此建議。
以泰時為首的評定眾針對過去各案而進行修訂。1232年（貞永元年），全部51條基本法典完成。初時稱為式條或式目，最終被稱為御成敗式目。當完成的時間泰時寄去重時的書信是這樣寫的。
「很多裁判的控制都是強者取勝，而所負的弱者根本不公平。不論身份的高低，創建了一套公平而無偏袒審判的式目。京都周圍的人會笑他們不知道這些事『既然你不知道你就向惠比須訴求吧』，因此對此標準沒有反問。但是農民對律令法認識的一萬人未必有一人認識。這些情況律令規定的適用處罰，就如捕捉野獸的陷阱一樣。使用『式目』的漢字原因是讓不知法律的地方武士，對主人作出忠誠，兒子可對父親孝順，尊敬人心正直，將曲解的事物放棄，土民可以安心過生活，就是以此平凡的『道理』為基礎。」
御成敗式目是日本首部武家法典。相對於以前的律令以及明治以後參照西方列強制訂的法律，式目是首部日本獨創的法律，是日本法律史重要的一環。

## 晚年
1235年（嘉禎元年）由於石清水八幡宮與興福寺之間的鬥爭，延燒到比叡山延曆寺，進而爆發大規模的寺院亂鬥，泰時決定強行鎮壓，興福寺與延曆寺首次有僧兵跳崖自盡。自從院政時期以來，朝廷對寺院鬥爭毫無對策，幕府對於僧兵不合理的要求決定以武力鎮壓。
1242年（仁治三年）四條天皇駕崩，朝廷公卿推舉順德上皇皇子忠成王成為新的天皇，然泰時對順德上皇不滿，揚言會強迫忠成王退位，公卿遂推舉土御門天皇皇子邦仁親王即位，即後嵯峨天皇。此事引致九條道家、西園寺公經等京都公家反感，導致日後這些人失勢。
由於處理朝廷與天皇問題導致體力衰竭，出現痢疾各種併發症，泰時選擇出家，法名觀阿。1242年6月15日逝世。由於長男時氏早逝，遂由長孫北條經時就任第4代執權。

## 相關作品
電視劇
- 草燃える（1979年、NHK大河劇） - 演：尾美利德→中島久之
- 鎌倉殿的13人（2022年、NHK大河劇） - 演：坂口健太郎

動畫
- 漫畫日本史（1983年） - 聲：野田圭一